# Lancia digrammica
Lancia digrammica là một loài bướm đêm trong họ Crambidae.